# Espido Freire

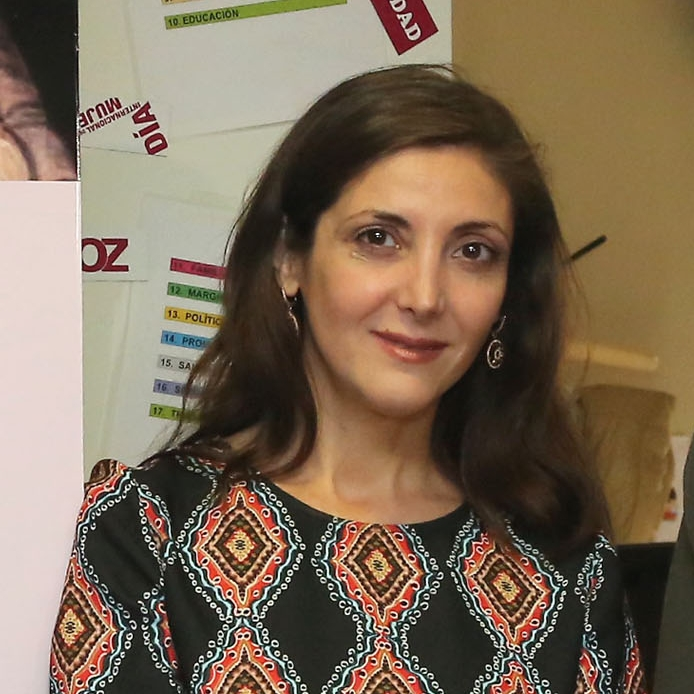
Espido Freire

Espido Freire (eigentlich: Laura Espido Freire; * 16. Juli 1974 in Bilbao) ist eine spanische Schriftstellerin.
Sie wuchs als Tochter eines galizischen Emigranten in einem Dorf nahe Bilbao auf und entdeckte sehr bald ihr literarisches wie auch musikalisches Talent, sodass sie Gesangsunterricht nahm und sehr früh damit begann zu malen. Sie studierte Anglistik an der Universität Deusto.
Ihr dritter Roman Gefrorene Pfirsiche (Melocotones helados) hat 1999 den höchstdotierten Literaturpreis Spaniens, den Premio Planeta, erhalten.

## Werke (Auswahl)
- Irlanda (1998)
  - deutsche Ausgabe: Die Cousine. Roman Deutsche Verlags-Anstalt, Stuttgart/München 2000, ISBN 3-421-05326-X
- Donde siempre es octubre (1999)
- Melocotones helados (1999)
  - deutsche Ausgabe: Gefrorene Pfirsiche. Roman Deutsche Verlags-Anstalt, Stuttgart/München 2001, ISBN 3-421-05419-3
- Diabulus in Musica (2001)
- Nos espera la noche (2003)
- La diosa del pubis azul (2005), zusammen mit Raúl del Pozo
- Soria Moria (2007) ISBN 978-84-206-6889-5.
- Hijos del fin del mundo: De Roncesvalles a Finisterre (2009) ISBN 978-84-96715-28-8
- La flor del Norte (2011) ISBN 978-84-08-09951-2.
- Quería volar (2014) ISBN 978-84-34-41851-6.
- Para vos nací (2015) ISBN 978-84-34-41926-1.